# اندیس سیرسر ۱
سیرسر ۱ یک اندیس فلزی است که در حوالی شهر تربت حیدریه استان خراسان قرار دارد و مادهٔ معدنی موجود در آن، کرومیت است.  